# Pheidole rugithorax
Pheidole rugithorax là một loài kiến được Eguchi, K. phát hiện và mô tả vào năm 2008.